# テイラー・ニコルズ
テイラー・ニコルズ（Taylor Nichols、1959年3月3日 - ）は、アメリカ合衆国の俳優。

## 出演作品
- GODZILLA ゴジラ（2014年） - 軍事分析官 役[1]
- チャパキディック Chappaquiddick (2017)
- バレエ・ガールズ　～パラダイスへようこそ～
- NCIS ～ネイビー犯罪捜査班 シーズン9
- ダムゼル・イン・ディストレス　バイオレットの青春セラピー
- モダン・ファミリー シーズン2
- ディフェンダーズ 闘う弁護士
- イレブンス・アワー
- クリミナル・マインド4 FBI行動分析課（ウィリアム・リード）
- 名探偵モンク5
- 狼たちの報酬
- ジェリコ　～閉ざされた街～ シーズン1
- クリミナル・マインド2 FBI行動分析課（ウィリアム・リード）
- 24 TWENTY FOUR シーズンV
- CSI：5　科学捜査班
- ザ・プラクティス/ボストン弁護士ファイル シーズン8
- ラスベガス シーズン1
- WITHOUT A TRACE/FBI 失踪者を追え! シーズン1
- ジュラシック・パークIII（マーク）
- マネー・ゲーム
- エボリューション・チャイルド
- ER IV　緊急救命室 第4シーズン
- ノーマ・ジーンとマリリン
- 超常殺人者2
- バルセロナの恋人たち